# Metenburg
Metenburg – zamek krzyżacki, który znajdował się nad rzeką Nettą, była to jedna z najdalej wysuniętych na wschód twierdz krzyżackich. Zbudowany w 1392 roku i w tym samym roku zburzony przez wojska litewskie.

## Historia
Wielki mistrz Konrad von Wallenrode zlecił budowę dwóch zamków na terenie dawnej Jaćwieży. Jeden z nich wzniesiono nad Nettą, zwaną dawniej Metą i nazwano Metenburg. Budową kierował Jan Schonenfeld, komtur Brandenburga, natomiast pierwszym namiestnikiem został Jan de Wishow. Zamek nie przetrwał długo. W czerwcu 1392 r. zdobyły go wojska litewskie wielkiego księcia Witolda. Zamek został zburzony, a Krzyżacy zrezygnowali z odbudowywania go, wznosząc w 1398 r. zamek w Ełku, położony w bezpieczniejszym miejscu na zachodzie. Utrata Metenburga oznaczała wycofanie się zakonu krzyżackiego z większości dawnych terenów jaćwieskich. Po zamku nie pozostały żadne ślady.

## Położenie

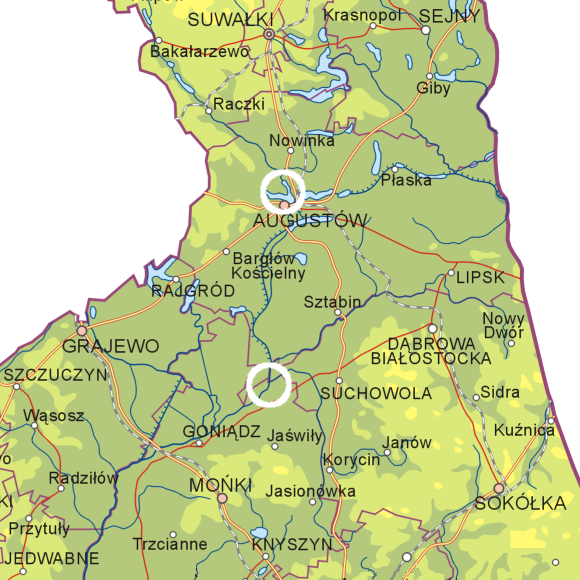
Miejsca, w których mógł znajdować się Metenburg

Nieznane jest dokładne położenie zamku Metenburg. Na pewno znajdował się nad Nettą, lecz są dwie teorie na temat jego dokładnej lokalizacji. Zgodnie z pierwszą, zamek znajdował się na terenie dzisiejszego Augustowa, gdzie Netta wypływa z jeziora Necko. Znajdował się tam bród na rzece, na którym krzyżowały się szlaki krzyżackich wypraw na Wielkie Księstwo Litewskie, miejsce to miało więc duże znaczenie strategiczne. Prof. Józef Maroszek uważa jednak, że lokalizacja ta była zbyt oddalona od granic, więc Metenburg znajdował się przy ujściu Netty do Biebrzy, w okolicach Dolistowa Starego, tuż przy granicy z księstwem mazowieckim. 